# 피아노 협주곡 10번 (모차르트)
모차르트가 두 대의 피아노와 관현악 협주곡 E-flat 장조 K. 365/316a를 언제 완성했는지는 알려져 있지 않다. 마리아 안나와 함께 연주하기 위해 작곡한 것으로 추정된다. 몇 년 후 그는 제자와 함께 개인 콘서트에서 그것을 연주했다.

작품은 세 가지 악장으로 이루어진다.
1. 알레그로,
2. 안단테, B플랫 장조 3/4
3. 론도 : 알레그로 2/4

이 협주곡은 일반적인 피아노 독주 협주곡에서 벗어나 두 피아노가 음악적 아이디어를 교환하며 대화를 나누는 방식으로 진행된다. 모차르트는 두 대의 피아노 사이에서 더 눈에 띄는 악절을 아주 고르게 나눈다. 또한 오케스트라는 모차르트의 다른 피아노 협주곡에 비해 다소 조용하여 음악의 대부분을 독주자에게 맡긴다.